# 特捜サイコップ
『特捜サイコップ』（とくそうサイコップ）は、『少年キャプテン』に1991年に連載されていた松本久志の漫画作品。徳間書店より全2巻で単行本化されている。

## あらすじ
続発する凶悪犯罪。その裏には、安価で武器やノウハウを提供する秘密組織・クライムギルドの暗躍があった。クライムギルドに対抗する為、特殊な体質を持つ捜査官だけを集めた特捜チーム「サイコップ」が結成された。

## サイコップ
斬馬翔（ざんば しょう）
仁科の分家、現代に生き残った忍者である斬馬家の息子。実家の現在の家業が畳屋なため、手裏剣代わりに畳針を用いることが多い。失敗をしでかした際に微塵隠れの術（火薬を散布して周辺一帯を爆破する）を使ってごまかすクセがある。
大脳新皮質を自らの意思と自己催眠で押さえ込み、一時的に超人的なパワーと敏捷性を持った狂戦士と化す技「覚殺（かくさつ）」を使う。ただし覚殺は、一旦発動すると自分の意思で解除することができない諸刃の剣である。使用拳銃はエンフィールドNo.2MKI。
災葉洸（さいば あきら）
仁科の分家、からくりの研究に力を入れてきた災葉家の息子。全身に機関銃や小型ミサイル、ナパーム弾、仕込み刀（作中では「サイバブレード」）などを埋め込んだ800馬力の武装サイボーグ（バイク事故をおこしたのをいいことに父親によって改造された）。少女漫画家としてデビューを目指しており、「美形は正義」が座右の銘。サブカルチャー的には使いつくされたサイボーグという立場には微妙なコンプレックスがある。使用拳銃はベレッタM92B-F。
不知火冴子（しらぬい さえこ）
吸血鬼と人間のハーフ。ダイナマイトボディをボンデージファッションに包んだ美女。趣味は深夜の徘徊で、その分昼間は眠らないと機嫌が悪い。使用拳銃はシグ・ザウアーP220。
霧崎健（きりさき けん）
御魂部（みたまべ）一族の秘術「御魂還り」によって、生前とは正反対な性格になって蘇った元ヤクザのゾンビ。昭和40年代のギャグを好む。魂が宿った日本刀には「私の魂」と彫りこまれている。
通称は「切り裂きの健」で、名前の元ネタは『ウィザードリィ』（1）』（FC版）に登場する「切り裂きの剣（オリジナル版は「ロングソード+1」）」。
仁科警視
サイコップの指揮官。実家の銭湯「円谷湯」がサイコップの基地になっており、サイコップのメンバーが住み込んで働いている。クライムギルドの脅威にいち早く気付き、サイコップ設立を急いだが、捜査権も逮捕権もない遊撃隊として黙認された程度に終わっている。
仁科沙織（にしな さおり）
仁科姉妹の姉。仁科家の主婦役。
仁科香織（にしな かおり）
仁科姉妹の妹。翔と洸の幼馴染。「緋の巫女」の力を持ち、人の心に触れることができる。

## 警視庁
鬼頭耕平（きとう こうへい）
警視庁警備部部長。対テロ部隊としてエリート部隊オメガフォースを組織した。サイコップを激しく嫌っているが、物的証拠に欠けていたり通常の強行突入が難しいなど警察が手を出しにくい事件が発生した場合には「情報屋のジョー」などと名乗ってサイコップに情報を流し、特殊強制執行を促すこともある。

## クライムギルド
死藤凱（しどう がい）
クライムギルドの支配人。強烈なバラの香りをまとう黒マント姿の美形。作中では自らが死神であることをほのめかしている。
サイクリミナル
死藤が対サイコップ用に編成した特殊攻撃チーム。「PSY=COP」に対抗した「PSY=CRIMINAL」といった意味だが、内実的には「リサイクル」のもじり。
疾風（ハヤテ）
痛覚を取り除き、身体能力や反射神経を常人の5倍に強化したブーステッド・マン。鉄火重工業製の強化人間BM11。バーサーカー化することで翔を凌駕する身体能力を発揮して斬馬翔を瀕死に追い込んだ。ただし、これは任意に発動する訳ではなく、一種の暴走状態で疾風が｢売り物」にならなかった理由である。
小学生当時、盲腸炎を発症して早退した友人を送った際に、あまりにも痛みを訴えた事から盲腸炎に対するトラウマがある（幻肢痛の一種）。
ペガス
鉄火重工業がボルテッカー計画として製造した武装歩行兵器。コード番号はWWF028。強力なパワーと内蔵された火器で洸を圧倒する。操縦者は死藤の秘書・氷室涼。コクピットは射出式の脱出ポッドになっている。災葉洸と壮絶な潰しあいを演じた。
これも機体性能はともかく、操縦者に対する肉体的負荷を解決できずにお蔵入りしていた代物。
ノーマ＝ショウ
金髪碧眼の女吸血鬼。元DIA（注：CIAではない）工作員でペンタゴンのモルモット、被験体MJ13Vとして扱われていた。冴子とその弟・爆人（ばくと/バースト。読切作品『紅いバースト』の主人公で、本作では名前のみ登場）に恨みを持つ。不知火冴子を吸血し、自らの支配下に置くことに成功しかけるが、寸前でペンタゴン時代のかつての部下である工作員・ザルドスによって身柄を回収された。
妖刀「村正」
「腐」の力を持つ日本刀。ハイチのヴードゥー呪術で製作されたゾンビとセットで運用される。霧崎健にほぼ相打ちのダメージを与えた。